# 1727
Il 1727 (MDCCXXVII in numeri romani) è un anno  del XVIII secolo.

## Eventi
- Papa Benedetto XIII reintroduce nella liturgia cattolica lo Stabat mater che era stato eliminato dal Concilio di Trento.

## Nati

### Gennaio
- 2 gennaio - James Wolfe, generale britannico († 1759)
- 6 gennaio - Giuseppe Vespa, medico italiano († 1804)
- 7 gennaio - Pierre Montan Berton, compositore francese († 1780)
- 13 gennaio - Pierre Laujon, paroliere e drammaturgo francese († 1811)
- 14 gennaio - Gaetano Callido, organaro italiano († 1813)
- 27 gennaio - Juan de Velasco, presbitero, gesuita e storico ecuadoriano († 1792)
- 30 gennaio - József Batthyány, cardinale e arcivescovo cattolico ungherese († 1799)

### Febbraio
- 4 febbraio - Antoine Groignard, militare e ingegnere francese († 1799)
- 7 febbraio - Charles Deschamps de Boishébert et de Raffetot, generale francese († 1797)
- 7 febbraio - Niccolò Lapiccola, pittore italiano († 1790)
- 8 febbraio - Ferdinando Toderini, letterato italiano
- 13 febbraio - Federico d'Assia-Philippsthal-Barchfeld, nobile († 1777)
- 16 febbraio - Nikolaus Joseph von Jacquin, medico, chimico e botanico olandese († 1817)
- 17 febbraio - José Campos Julián, arcivescovo cattolico spagnolo († 1804)
- 18 febbraio - Abel-François Poisson de Vandières,  francese († 1781)
- 20 febbraio - Vito Maria Giovenazzi, abate, archeologo e filologo italiano († 1805)
- 22 febbraio - Francesco Maria Locatelli, cardinale e vescovo cattolico italiano († 1811)
- 25 febbraio - Charles Eugène Gabriel de la Croix, generale francese († 1801)
- 25 febbraio - Armand-Louis Couperin, compositore e organista francese († 1789)
- 28 febbraio - Giovanni Nani, vescovo cattolico italiano († 1804)

### Marzo
- 1º marzo - Angelo Maria Cortenovis, presbitero e archeologo italiano († 1801)
- 3 marzo - Christen Friis Rottbøll, medico e botanico danese († 1797)
- 7 marzo - André Morellet, economista, enciclopedista e traduttore francese († 1819)
- 8 marzo - Giovanni Battista Cipriani, pittore e disegnatore italiano († 1785)
- 11 marzo - André Planché, artista francese († 1809)
- 14 marzo - Johann Gottlieb Goldberg, compositore, clavicembalista e organista tedesco († 1756)
- 17 marzo - Maria Maddalena Morelli, poetessa italiana († 1800)
- 18 marzo - Ferdinand Berthoud, orologiaio francese († 1807)
- 22 marzo - Jean-Frédéric de La Tour du Pin Gouvernet, generale francese († 1794)
- 28 marzo - Cosimo Betti, magistrato e poeta italiano († 1814)
- 28 marzo - Massimiliano III di Baviera, principe († 1777)
- 30 marzo - Tommaso Traetta, compositore italiano († 1779)
- 31 marzo - Antoine Pitrot, ballerino e coreografo francese

### Aprile
- 5 aprile - Pasquale Anfossi, compositore e violinista italiano († 1797)
- 5 aprile - Federico Guglielmo di Vestfalia, vescovo cattolico tedesco († 1789)
- 7 aprile - Michel Adanson, botanico francese († 1806)
- 7 aprile - Franz Georg Ernst von Sturmfeder, nobile e politico tedesco († 1793)
- 12 aprile - Gaspare Gabellone, compositore italiano († 1796)
- 13 aprile - Placido Imperiale, imprenditore italiano († 1786)
- 20 aprile - Taddeo Kuntze, pittore polacco († 1793)
- 20 aprile - Massimiliano Lodron, presbitero italiano († 1796)
- 20 aprile - Florimond Claude, conte di Mercy-Argenteau, diplomatico austriaco († 1794)
- 26 aprile - Charles Jenkinson, I conte di Liverpool, nobile inglese († 1808)
- 29 aprile - Jean-Georges Noverre, danzatore e coreografo francese († 1810)

### Maggio
- 10 maggio - Anne Robert Jacques Turgot, economista e filosofo francese († 1781)
- 11 maggio - Ludwig Joseph von Welden, vescovo cattolico tedesco († 1788)
- 14 maggio - Thomas Gainsborough, pittore inglese († 1788)

### Giugno
- 1º giugno - Francesco Casanova, pittore italiano († 1803)
- 2 giugno - Salvatore Branciforte, nobile, politico e militare italiano († 1799)
- 4 giugno - Giovanni Marsili, botanico italiano († 1795)
- 10 giugno - Ernesto Federico III di Sassonia-Hildburghausen, duca tedesco († 1780)
- 12 giugno - Simone Augusto di Lippe-Detmold, conte († 1782)
- 14 giugno - Justine Favart, ballerina, cantante lirica e drammaturga francese († 1772)
- 21 giugno - Bartolomé Pou, gesuita, grecista e filologo spagnolo († 1802)
- 24 giugno - George Neville, I conte di Abergavenny, nobile inglese († 1785)

### Luglio
- 1º luglio - Diego José Abad, poeta, scrittore e teologo messicano († 1779)
- 4 luglio - Hedvig Elizabeth von Biron, nobildonna russa († 1797)
- 8 luglio - Edward Craggs-Eliot, I barone Eliot, politico inglese († 1804)
- 17 luglio - Étienne François d'Aligre, magistrato francese († 1798)
- 20 luglio - Eleonora Monti, pittrice e disegnatrice italiana († 1762)
- 22 luglio - Filippo Sforza Cesarini, IV principe di Genzano, principe italiano († 1764)
- 25 luglio - Luigi Antonio di Borbone-Spagna, nobile spagnolo († 1785)
- 26 luglio - Horatio Gates, generale britannico († 1806)
- 31 luglio - Benigno Bossi, pittore italiano († 1792)

### Agosto
- 10 agosto - Carlo Antonio di Schleswig-Holstein-Sonderburg-Beck, nobile tedesco († 1759)
- 14 agosto - Aleksandr Alekseevič Vjazemskij, politico russo († 1793)
- 14 agosto - Luisa Elisabetta di Borbone-Francia, principessa francese († 1759)
- 14 agosto - Enrichetta di Borbone-Francia, principessa francese († 1752)
- 20 agosto - Carolina Ernestina di Erbach-Schönberg, nobile tedesca († 1796)
- 30 agosto - Giandomenico Tiepolo, pittore italiano († 1804)

### Settembre
- 1º settembre - Jean-Baptiste-Joseph Gobel, vescovo cattolico francese († 1794)
- 3 settembre - Bernardino Gentili il Giovane, ceramista italiano († 1813)
- 5 settembre - Domenico Maria Sala, architetto svizzero († 1808)
- 12 settembre - Antonio Ricardos, militare spagnolo († 1794)
- 14 settembre - Francesco Mantica, cardinale italiano († 1802)
- 20 settembre - Mateo de Toro Zambrano, generale spagnolo († 1811)
- 25 settembre - Francesco Bartolozzi, disegnatore, pittore e incisore italiano († 1815)
- 26 settembre - Carlo Francesco di Valperga, politico, militare e diplomatico italiano († 1811)
- 27 settembre - Michael Huber, filologo, storico della letteratura e scrittore tedesco († 1804)

### Ottobre
- 2 ottobre - Ignaz Schiffermüller, naturalista austriaco († 1806)
- 5 ottobre - Giandomenico Coleti, gesuita, scrittore e storico italiano († 1798)
- 7 ottobre - William Samuel Johnson, politico statunitense († 1819)
- 9 ottobre - Johann Wilhelm Hertel, compositore, clavicembalista e violinista tedesco († 1789)
- 9 ottobre - Étienne-Charles de Loménie de Brienne, cardinale, arcivescovo cattolico e politico francese († 1794)
- 9 ottobre - David Murray, II conte di Mansfield, politico britannico († 1796)
- 14 ottobre - Cosimo Alessandro Collini, scienziato, filosofo e naturalista italiano († 1806)
- 19 ottobre - Onofrio Tataranni, filosofo e saggista italiano († 1803)
- 23 ottobre - Xiao Yi Chun, imperatrice cinese († 1775)
- 26 ottobre - Charles François Lhomond, pedagogo e grammatico francese († 1794)

### Novembre
- 2 novembre - Giuliano Traballesi, pittore e incisore italiano († 1812)
- 10 novembre - Jean-Antoine Morand, architetto e scenografo francese († 1794)
- 12 novembre - Ivan Ivanovič Šuvalov, mecenate russo († 1797)
- 13 novembre - Guglielmo Pallotta, cardinale italiano († 1795)
- 15 novembre - Paolo Porporato di Sampeyre, nobile italiano († 1799)
- 17 novembre - Pierre Laurent Buirette de Belloy, drammaturgo e attore teatrale francese († 1775)
- 18 novembre - Philibert Commerson, naturalista francese († 1773)
- 20 novembre - Gaetano Maria Garrasi, religioso e arcivescovo cattolico italiano († 1817)
- 20 novembre - Maria Giuseppina di Harrach-Rohrau, principessa tedesca († 1788)
- 20 novembre - Louis Marie Florent du Châtelet, generale, politico e diplomatico francese († 1793)
- 22 novembre - Ercole III d'Este, duca italiano († 1803)
- 26 novembre - Artemas Ward, generale e politico statunitense († 1800)
- 29 novembre - Giuseppe Petrosellini, librettista italiano

### Dicembre
- 1º dicembre - Frederik Christian Kaas, ammiraglio danese († 1804)
- 4 dicembre - Johann Gottfried Zinn, medico, anatomista e botanico tedesco († 1759)
- 12 dicembre - Amedeo Svajer, mercante tedesco († 1791)
- 14 dicembre - François-Hubert Drouais, pittore francese († 1775)
- 22 dicembre - William Ellery, politico statunitense († 1820)
- 24 dicembre - Jacques-Philippe de Choiseul, generale francese († 1789)
- 27 dicembre - Arthur Murphy, scrittore irlandese († 1805)
- 30 dicembre - Louis Pierre de Chastenet de Puységur, politico e nobile francese († 1807)

### Senza giorno specificato
- Ike Gyokuran, pittrice e poetessa giapponese († 1784)
- Manuel Álvarez, scultore spagnolo († 1797)
- Lorenzo Antonio Canuti, anatomista e medico italiano († 1767)
- Gabriele Lancillotto Castello, numismatico e antiquario italiano († 1794)
- Bonifacio De Luca, poeta italiano († 1798)
- Martinès de Pasqually, esoterista francese († 1774)
- Jean-André Deluc, naturalista svizzero († 1817)
- Adriano Fedri, organaro italiano († 1797)
- Francisco Gutiérrez Arribas, scultore spagnolo († 1782)
- Francis Harwood, scultore britannico († 1783)
- George Hepplewhite, ebanista britannico († 1786)
- Andrea Massimini, chirurgo italiano († 1792)
- Giuseppe Maria Mazzuoli, scultore e restauratore italiano († 1781)
- Sigisbert-Martial Michel, scultore francese
- Pierre-Louis Moreau-Desproux, architetto francese († 1794)
- Hester Chapone, scrittrice britannica († 1821)
- Joseph Louis Ollivier, ingegnere francese († 1777)
- Gaspare Paoletti, architetto e scultore italiano († 1813)
- Ennemond Alexandre Petitot, architetto francese († 1801)
- Jean-Claude Richard de Saint-Non, incisore, disegnatore e umanista francese († 1791)
- Jacob Magnus Sprengtporten, generale e politico finlandese († 1786)
- Peter Woulfe, chimico e mineralogista irlandese († 1803)
- Jean Baptiste Barthélémy Thomas d'Estienne, ammiraglio francese († 1782)
- Silahdar Hamza Mahir Pascià, politico ottomano († 1768)

## Morti

### Gennaio
- 4 gennaio - Giuseppe Sacripante, cardinale italiano (n. 1642)
- 5 gennaio - Giovanni Antonio Burrini, pittore italiano (n. 1656)
- 13 gennaio - Thomas Madox, storico, diplomatista e antiquario britannico (n. 1666)
- 24 gennaio - Filippo di Borbone-Vendôme, nobile francese (n. 1655)
- 25 gennaio - Salvatore Bianchi, pittore italiano (n. 1653)

### Febbraio
- 1º febbraio - Samuel Pitiscus, umanista olandese (n. 1637)
- 1º febbraio - Giuseppe Sala, editore italiano
- 2 febbraio - Giancarlo Aliberti, pittore italiano (n. 1670)
- 5 febbraio - Guillén Ramón de Moncada y Portocarrero, nobile e militare spagnolo (n. 1671)
- 10 febbraio - Francesco Procopio dei Coltelli, cuoco italiano (n. 1651)
- 18 febbraio - Giuseppe Ignazio D'Arcour, nobile italiano (n. 1668)
- 23 febbraio - Johann Franz Eckher von Kapfing und Liechteneck, vescovo cattolico tedesco (n. 1649)
- 23 febbraio - Lionel Tollemache, III conte di Dysart, nobile e politico scozzese (n. 1649)
- 26 febbraio - Francesco Farnese, duca italiano (n. 1678)

### Marzo
- 2 marzo - Alessandro III Sanvitale, nobile e mecenate italiano (n. 1645)
- 6 marzo - Jan van Bunnick, pittore olandese (n. 1654)
- 15 marzo - Jacques de Goyon de Matignon, vescovo cattolico francese (n. 1643)
- 20 marzo - Anne Geneviève de Lévis, nobile francese (n. 1673)
- 22 marzo - Mulay Isma'il, sultano marocchino (n. 1645)
- 22 marzo - Francesco Gasparini, compositore italiano (n. 1661)
- 26 marzo - Michael Johann von Althann, nobile e politico austriaco (n. 1679)
- 28 marzo - Jean-Baptiste Buterne, organista e clavicembalista francese

### Aprile
- 1º aprile - Louis-Armand Champion de Cicé, missionario e vescovo cattolico francese (n. 1648)
- 4 aprile - Wilhelm von Leslie, vescovo cattolico austriaco (n. 1657)
- 6 aprile - Alessandro Gherardini, pittore italiano (n. 1655)
- 8 aprile - Nicola Salzillo, scultore italiano (n. 1672)
- 13 aprile - Gianfederico d'Este, nobile italiano (n. 1700)
- 15 aprile - George Compton, IV conte di Northampton, nobile inglese (n. 1664)
- 19 aprile - Emetullah Sultan, principessa ottomana (n. 1701)

### Maggio
- 1º maggio - François de Pâris,  francese (n. 1690)
- 2 maggio - Giuseppe Maria Jacchini, violoncellista e compositore italiano (n. 1667)
- 4 maggio - Luigi Armando II di Borbone-Conti, principe francese (n. 1695)
- 10 maggio - Pier Jacopo Martello, poeta e drammaturgo italiano (n. 1665)
- 13 maggio - Jean Dumont, scrittore e storiografo francese (n. 1667)
- 15 maggio - Francesco Maria Spinola, nobile e militare italiano (n. 1659)
- 17 maggio - Lebrecht di Anhalt-Zeitz-Hoym, principe tedesco (n. 1669)
- 17 maggio - Caterina I di Russia, sovrana russa (n. 1684)
- 18 maggio - Norbert Roëttiers, medaglista francese
- 25 maggio - Fulvio Salvi, vescovo cattolico italiano (n. 1658)
- 27 maggio - Henri de Nesmond, arcivescovo cattolico francese (n. 1655)
- 31 maggio - Carlo di Holstein-Gottorp, principe tedesco (n. 1706)

### Giugno
- 1º giugno - Cornelis Huysmans, pittore tedesco (n. 1648)
- 8 giugno - August Hermann Francke, teologo e pedagogo tedesco (n. 1663)
- 11 giugno - Giorgio I di Gran Bretagna, nobile (n. 1660)
- 25 giugno - Fortunato Morosini, vescovo cattolico italiano (n. 1666)

### Luglio
- 9 luglio - Veronica Giuliani, mistica e badessa italiana (n. 1660)
- 18 luglio - Franz Anton von Harrach, arcivescovo cattolico tedesco (n. 1665)
- 31 luglio - Giambattista Patrizi, cardinale e arcivescovo cattolico italiano (n. 1658)

### Agosto
- 4 agosto - Victor-Maurice de Broglie, nobile e militare francese (n. 1647)
- 5 agosto - Johannes Bronkhorst, incisore, pittore e disegnatore olandese (n. 1648)
- 14 agosto - William Croft, compositore e organista inglese (n. 1678)
- 14 agosto - Ludovico Lante Montefeltro della Rovere, III duca di Bomarzo, nobile italiano (n. 1683)
- 16 agosto - Camillo III Gonzaga, nobile italiano (n. 1649)
- 17 agosto - Louis I de Rohan-Chabot, nobile francese (n. 1652)
- 27 agosto - Aert de Gelder, pittore olandese (n. 1645)

### Settembre
- 4 settembre - Cristiana Eberardina di Brandeburgo-Bayreuth, regina (n. 1671)
- 6 settembre - Ernst Friedrich von Windisch-Graetz, diplomatico e politico austriaco (n. 1670)
- 8 settembre - Giuseppe Bartolomeo Chiari, pittore italiano (n. 1654)
- 13 settembre - Antonio Gresta, pittore italiano (n. 1671)
- 19 settembre - Carlo Agostino Fabroni, cardinale italiano (n. 1651)
- 25 settembre - Jacques Abbadie, pastore protestante, teologo e scrittore francese (n. 1654)
- 25 settembre - Sarah Kemble Knight, imprenditrice, scrittrice e insegnante statunitense (n. 1666)

### Ottobre
- 5 ottobre - Luka Mislej, artista sloveno (n. 1670)
- 7 ottobre - Giovanna Agnese Berthelot de Pleneuf, nobile francese (n. 1698)
- 9 ottobre - Gaetano I Sforza Cesarini, II principe di Genzano, principe italiano (n. 1674)
- 10 ottobre - Charles III de Rohan-Guéméné, nobile francese (n. 1655)
- 26 ottobre - Louis de Sacy, scrittore e avvocato francese (n. 1654)
- 28 ottobre - Boris Ivanovič Kurakin, nobile e ambasciatore russo (n. 1676)

### Novembre
- 2 novembre - Giorgio Maria Martinelli, religioso italiano (n. 1655)
- 4 novembre - Baltasar de Mendoza y Sandoval, vescovo cattolico spagnolo (n. 1653)
- 9 novembre - Giovanni Battista Ragusa, scultore italiano
- 10 novembre - Alphonse de Tonti, militare e esploratore francese
- 17 novembre - Giuseppe Rolli, pittore e incisore italiano (n. 1645)
- 18 novembre - Pellegrino Antonio Orlandi, storico dell'arte e bibliografo italiano (n. 1660)
- 26 novembre - Edward Russell, I conte di Orford, ammiraglio britannico (n. 1653)

### Dicembre
- 1º dicembre - Johann Heinrich Buttstett, compositore, organista e teorico della musica tedesco (n. 1666)
- 4 dicembre - Sofia Guglielmina di Sassonia-Coburgo-Saalfeld, principessa (n. 1693)
- 22 dicembre - Louis Phélypeaux, politico e funzionario francese (n. 1643)
- 26 dicembre - Baltasar de Zúñiga y Guzmán,  spagnolo (n. 1658)
- 29 dicembre - Pier-Sante Cicala, pittore italiano (n. 1664)

### Senza giorno specificato
- Doroteo Alimari, scienziato, matematico e geografo italiano (n. 1650)
- Giuseppe Boniventi, compositore italiano (n. 1670)
- Jesse di Cartalia, re (n. 1680)
- Biagio Antonio Copeti, vescovo cattolico italiano
- Alphonse d'Ève, compositore fiammingo (n. 1666)
- Pablo González Velázquez, scultore spagnolo (n. 1664)
- Hon'inbō Dōetsu, goista giapponese (n. 1636)
- Fëdor Fëdorovič Lužin, geodeta e cartografo russo (n. 1695)
- Giuseppe Malatesta Garuffi, scrittore, poeta e bibliotecario italiano
- Francesco Maria Nigrisoli, medico italiano (n. 1648)
- Johann Konrad Pfyffer von Altishofen, ufficiale svizzero
- Pietro Francesco Prina, pittore italiano (n. 1647)
- Jacques Roergas de Serviez, scrittore francese (n. 1679)
- Tsewang Rabtan (n. 1643)
- Jan Frans van Douven, pittore olandese (n. 1656)

## Calendario
| Calendario 1727 | Calendario 1727 | Calendario 1727 | Calendario 1727 | Calendario 1727 | Calendario 1727 | Calendario 1727 | Calendario 1727 | Calendario 1727 | Calendario 1727 | Calendario 1727 | Calendario 1727 | Calendario 1727 | Calendario 1727 | Calendario 1727 | Calendario 1727 | Calendario 1727 | Calendario 1727 | Calendario 1727 | Calendario 1727 | Calendario 1727 | Calendario 1727 | Calendario 1727 | Calendario 1727 | Calendario 1727 | Calendario 1727 | Calendario 1727 | Calendario 1727 | Calendario 1727 | Calendario 1727 | Calendario 1727 | Calendario 1727 | Calendario 1727 |
| --------------- | --------------- | --------------- | --------------- | --------------- | --------------- | --------------- | --------------- | --------------- | --------------- | --------------- | --------------- | --------------- | --------------- | --------------- | --------------- | --------------- | --------------- | --------------- | --------------- | --------------- | --------------- | --------------- | --------------- | --------------- | --------------- | --------------- | --------------- | --------------- | --------------- | --------------- | --------------- | --------------- |
|                 | 1               | 2               | 3               | 4               | 5               | 6               | 7               | 8               | 9               | 10              | 11              | 12              | 13              | 14              | 15              | 16              | 17              | 18              | 19              | 20              | 21              | 22              | 23              | 24              | 25              | 26              | 27              | 28              | 29              | 30              | 31              |                 |
| Gennaio         | Me              | Gi              | Ve              | Sa              | Do              | Lu              | Ma              | Me              | Gi              | Ve              | Sa              | Do              | Lu              | Ma              | Me              | Gi              | Ve              | Sa              | Do              | Lu              | Ma              | Me              | Gi              | Ve              | Sa              | Do              | Lu              | Ma              | Me              | Gi              | Ve              |                 |
| Febbraio        | Sa              | Do              | Lu              | Ma              | Me              | Gi              | Ve              | Sa              | Do              | Lu              | Ma              | Me              | Gi              | Ve              | Sa              | Do              | Lu              | Ma              | Me              | Gi              | Ve              | Sa              | Do              | Lu              | Ma              | Me              | Gi              | Ve              |                 |                 |                 |                 |
| Marzo           | Sa              | Do              | Lu              | Ma              | Me              | Gi              | Ve              | Sa              | Do              | Lu              | Ma              | Me              | Gi              | Ve              | Sa              | Do              | Lu              | Ma              | Me              | Gi              | Ve              | Sa              | Do              | Lu              | Ma              | Me              | Gi              | Ve              | Sa              | Do              | Lu              |                 |
| Aprile          | Ma              | Me              | Gi              | Ve              | Sa              | Do              | Lu              | Ma              | Me              | Gi              | Ve              | Sa              | Do              | Lu              | Ma              | Me              | Gi              | Ve              | Sa              | Do              | Lu              | Ma              | Me              | Gi              | Ve              | Sa              | Do              | Lu              | Ma              | Me              |                 |                 |
| Maggio          | Gi              | Ve              | Sa              | Do              | Lu              | Ma              | Me              | Gi              | Ve              | Sa              | Do              | Lu              | Ma              | Me              | Gi              | Ve              | Sa              | Do              | Lu              | Ma              | Me              | Gi              | Ve              | Sa              | Do              | Lu              | Ma              | Me              | Gi              | Ve              | Sa              |                 |
| Giugno          | Do              | Lu              | Ma              | Me              | Gi              | Ve              | Sa              | Do              | Lu              | Ma              | Me              | Gi              | Ve              | Sa              | Do              | Lu              | Ma              | Me              | Gi              | Ve              | Sa              | Do              | Lu              | Ma              | Me              | Gi              | Ve              | Sa              | Do              | Lu              |                 |                 |
| Luglio          | Ma              | Me              | Gi              | Ve              | Sa              | Do              | Lu              | Ma              | Me              | Gi              | Ve              | Sa              | Do              | Lu              | Ma              | Me              | Gi              | Ve              | Sa              | Do              | Lu              | Ma              | Me              | Gi              | Ve              | Sa              | Do              | Lu              | Ma              | Me              | Gi              |                 |
| Agosto          | Ve              | Sa              | Do              | Lu              | Ma              | Me              | Gi              | Ve              | Sa              | Do              | Lu              | Ma              | Me              | Gi              | Ve              | Sa              | Do              | Lu              | Ma              | Me              | Gi              | Ve              | Sa              | Do              | Lu              | Ma              | Me              | Gi              | Ve              | Sa              | Do              |                 |
| Settembre       | Lu              | Ma              | Me              | Gi              | Ve              | Sa              | Do              | Lu              | Ma              | Me              | Gi              | Ve              | Sa              | Do              | Lu              | Ma              | Me              | Gi              | Ve              | Sa              | Do              | Lu              | Ma              | Me              | Gi              | Ve              | Sa              | Do              | Lu              | Ma              |                 |                 |
| Ottobre         | Me              | Gi              | Ve              | Sa              | Do              | Lu              | Ma              | Me              | Gi              | Ve              | Sa              | Do              | Lu              | Ma              | Me              | Gi              | Ve              | Sa              | Do              | Lu              | Ma              | Me              | Gi              | Ve              | Sa              | Do              | Lu              | Ma              | Me              | Gi              | Ve              |                 |
| Novembre        | Sa              | Do              | Lu              | Ma              | Me              | Gi              | Ve              | Sa              | Do              | Lu              | Ma              | Me              | Gi              | Ve              | Sa              | Do              | Lu              | Ma              | Me              | Gi              | Ve              | Sa              | Do              | Lu              | Ma              | Me              | Gi              | Ve              | Sa              | Do              |                 |                 |
| Dicembre        | Lu              | Ma              | Me              | Gi              | Ve              | Sa              | Do              | Lu              | Ma              | Me              | Gi              | Ve              | Sa              | Do              | Lu              | Ma              | Me              | Gi              | Ve              | Sa              | Do              | Lu              | Ma              | Me              | Gi              | Ve              | Sa              | Do              | Lu              | Ma              | Me              |                 |